# アンドロイドお雪
『アンドロイドお雪』（英題：Oyuki the Android ）は、平井和正のSF小説。

## 概要
1969年に立風書房から刊行された。『メガロポリスの虎』に次ぐ2作目の長編小説。ロボットと人間の葛藤を描いている。
平井和正の作品群には『サイボーグ・ブルース』や本作のように改造人間、人造人間をテーマにしたものがある。中島梓は『狼の肖像 平井和正論』の中で、こういった改造人間テーマは『ウルフガイ』へ、本作のような人造人間テーマは『死霊狩り』へとそれぞれ吸収されていったと推測している。
山本弘は、本作を『わがセクソイド』（1969年、眉村卓）と共に「人間はダメな存在という発想からスタートした小説」としており、自身も含めて後世への影響を与えたと評している。

## あらすじ
幻想剤運用で捕まった五反田老人が、ごく平凡な刑事である野坂に贈った遺産。それは見た目は人間と変わらないぐらい精巧で、人間らしい感情を持つ超高級アンドロイドのお雪であった。しかし彼女が来てからというもの、野坂の周りでは不審な出来事が次々と起こり、野坂自身も変調をきたしていく。果たしてお雪の正体とは何なのか？

## 主な登場人物
野坂
主人公。シルバーシティ警察の実直な刑事。階級は警部補。独身で、ケイとは恋仲。五反田老人からお雪を贈られ、不本意ながらもお雪を自宅に置くが、知らぬ間にお雪に翻弄され、心身に変調をきたしていく。
お雪
家政婦として作られたアンドロイド。見かけは人間とほとんど変わらず、肌も透き通っていて感触も人間と差はない。ただ特A級アンドロイドとしては不自然な部分があり、野坂はそれを疑問に感じる。実は、五反田が放浪中密かに作った非合法のセクサロイド（作中では「セクソイド・アンドロイド」と表記）で、アンドロイドとしては超A級。どういったわけか自我が芽生えてしまい、野坂を愛させようと密かに幻想剤を飲ませて衰弱させる。だがケイにそのことを悟られ、「ロボットが人間を愛することは無理だ」と諭されるが納得できず、反抗して殺そうとするが、思わぬ反撃を受ける。外見こそ人間そっくりではあるものの、身体が完全に機械で構成されている描写が確認できる。
ダイ
ポーター家の飼い猫。半分機械化されたサイボーグ猫である。人語を喋り口は達者だが、ダ行の発音が、猫特有の口腔構造によりラ行になってしまう。
ハチ
アンドロイドの警察官。背丈は3mで力がある。野坂の相棒。知能は低い。
ケイ・ポーター
ポーター家の令嬢。野坂とは恋仲である。容姿端麗、赤毛。優しさとともに強い意志を持つ。結婚歴があるが、夫とは死別している。実は父・ハロルドが事故死をした娘に似せて、パリのオートマン製造工場で造ったロボットであり、お雪とはある種で同類のような存在。細胞は培養してあり、増殖も可能で、骨格はハイシリコン、頭脳は代用として電子頭脳が使われている。つまり表面上は細胞で覆ってあるが、内部は機械である。お雪を諭し、聞き入れないと破壊したが、自身の行動も野坂を愛してしまったためであると解釈している。
フォス
ポーター家の飼い犬。シェパードのサイボーグ犬。ダイと同様に人語を話す。ダイとは初対面から喧嘩する仲。主人以外には横柄な態度で接する。
五反田
野坂に遺品としてお雪を贈った老人。幻想剤密売で捕まった。頑固な性格。身内は存在しない。友人にはヤン・チャペックなどがいる。実はある会社で技術部長まで務めた高名なロボット工学者だったが、自身の不祥事により退職し、その際に特許を社に渡すことで穏便に収めてもらっていた。
ハロルド・ポーター
シルバーシティの実質的な支配者である大富豪。白人の大柄な老人。ケイの父親。機械のように無表情。
カリノ
検事補。冷酷な性格。野心家で、ケイと結婚してポーターの後ろ盾を得ようと目論み、野坂を陥れようと企む。
マイク・ブラッジョン
野坂と同じ署の黒人の悪徳警察官。サディストで残忍な性格。常人とは違った考えを持つ。
「顎なし」
五反田の元同業者。幻想剤を販売している。
パウエル
黒人で大柄な部長刑事。野坂の同僚。
ローマックス
市警刑事課長。野坂の上司。勤続30年のベテランで署長を務めていてもおかしくないが、上層部と折り合いが悪く、出世コースから外されている。
マナ
ローマックスの娘。優しい性格。
エーデルワイス
シルバーシティ警察の署長。

## 書誌
- 『アンドロイドお雪』立風書房、1969年。 表紙画:岩淵慶造
- 『アンドロイドお雪』早川書房〈ハヤカワSF文庫〉、1973年。 表紙画・口絵:山野辺進
- 『アンドロイドお雪』角川書店、1975年。 表紙画:生頼範義、解説:川又千秋